# Рокпорт (Индијана)
Рокпорт (енгл. Rockport) град је у америчкој савезној држави Индијана.

## Демографија
По попису из 2010. године број становника је 2.270, што је 110 (5,1%) становника више него 2000. године.
| Група             | 2000.         | 2010.         |
| Белци             | 2.045 (94,7%) | 2.129 (93,8%) |
| Афроамериканци    | 56 (2,6%)     | 41 (1,8%)     |
| Азијати           | 7 (0,3%)      | 7 (0,3%)      |
| Хиспаноамериканци | 27 (1,3%)     | 59 (2,6%)     |
| Укупно            | 2.160         | 2.270         |